# 天主教埃格尔总教区
天主教埃格爾總教區（拉丁語：Archidioecesis Agriensis）是匈牙利一個羅馬天主教教省總教區，也是該國四個教省總教區之一。
位於該國東北部，下轄瓦茨和德布勒森–尼賴吉哈佐兩個教區。2006年有教友690,000人、314個堂區、223名司鐸。現任總主教為恰巴·泰爾尼亞克。
早在10世紀已被升為教區。1804年8月9日升為總教區。